# Žirovnica
Žirovnica je gručasto naselje s 665 prebivalci (2025) v istoimenski občini, medtem ko je sedež te občine na Breznici, nekaj več prebivalcev od Žirovnice pa imata Moste in Breg. Umeščena je na najbolj severni del Ljubljanske kotline, imenovan Dežela. Na tem mestu se kotlina steka v Zgornjesavsko dolino. Osrednji del kraja se nahaja na rečnem in ledeniškem produ kotline, medtem ko se obronki kraja dvigajo po pobočju grebena Peči.
Obstoj kraja je znan od leta 1253. Danes je to večinoma urbanizirano naselje ob cesti in železnici, ki potujeta iz Ljubljane na Jesenice. V kraju se od glavne ceste odcepi lokalna cesta za Begunje na Gorenjskem. Zaradi priseljevanja v sosednje vasi je kraj skoraj sklenjen s slednjimi, skupno ime za poselitveno območje pa je Kašarija.
Število prebivalcev se je po drugi svetovni vojni skokovito povečalo, od takrat pa zmerno upada. Leta 1797 se je v kraju rodil slovenski filolog Matija Čop.